# Lunca, Argeș
Lunca este un sat în comuna Boteni din județul Argeș, Muntenia, România.